# Чубарово (Калузька область)
Чубарово (рос. Чубарово) — присілок в Жуковському районі Калузької області Російської Федерації.
Населення становить 130 осіб. Входить до складу муніципального утворення Присілок Чубарово.

## Історія
Від 2004 року входить до складу муніципального утворення Присілок Чубарово

## Населення
| 2002 | 2010 |
| ---- | ---- |
| 98   | ↗130 |